# Nyírlövő
Nyírlövő is een plaats (község) en gemeente in het Hongaarse comitaat Szabolcs-Szatmár-Bereg. Nyírlövő telt 742 inwoners (2001).